# Paul Stapleton
Pour les articles homonymes, voir Stapleton.
 (février 2025).
Si vous disposez d'ouvrages ou d'articles de référence ou si vous connaissez des sites web de qualité traitant du thème abordé ici, merci de compléter l'article en donnant les références utiles à sa vérifiabilité et en les liant à la section « Notes et références ».
 (février 2025).
Motif : Pas de sources secondaires centrées d'audience nationale, pas d'IW notamment en anglais, page créée par un CAOU et abandonnée depuis, notoriété pas établie
- Archive Wikiwix
- Bing
- Cairn
- DuckDuckGo
- E. Universalis
- Gallica
- Google
- G. Books
- G. News
- G. Scholar
- Persée
- Qwant
- (zh) Baidu
- (ru) Yandex
- (wd) trouver des œuvres sur Wikidata

| 1. | Préciser le motif de la pose du bandeau. | Précisez le motif de la pose du bandeau en utilisant la syntaxe suivante : {{admissibilité à vérifier\|date=mars 2025\|motif=remplacez ce texte par le motif}}                      |
| 2. | Informer les utilisateurs concernés.     | Pensez à avertir le créateur de l'article, par exemple, en insérant le code ci-dessous sur sa page de discussion : {{subst:avertissement admissibilité à vérifier\|Paul Stapleton}} |

Paul Stapleton est un artiste plasticien, sculpteur et peintre, né en 1953 à Louth, Lincolnshire.
Il a suivi sa formation artistique au Leeds College of Art.[réf. souhaitée]
Il a vécu successivement au Nigeria, à Leeds, au Danemark, à Londres, Leeds à nouveau ; il vit et travaille à présent[Quand ?] en France dans le Vaucluse.

## Expositions
- 1972 : Leeds kids at the I.C.A, London
- 1974 : Prints from Leeds, traveling exhibition, Leeds, Manchester.
- 1983 : Exhibition for inauguration, Village de Vacances, Vaison-la-Romaine.
  - Lieux des Artistes, Intervention Nocturne, Vaison-la-Romaine.
  - Lieux des Artistes, Colonne de Bois Brulé, Bedoin.
- 1984 : Bonnard Bonnard, Malaucène.
  - Performance, Seguret.
- 1985 : Amnesty International, Carpentras.
  - Octobre des Arts, Lyon.
  - Banlieue des Artistes, Centre Canrobert, Jouy-en-Josas.
- 1986 : Avec et Sans, Centre Culturel, Albi.
  - 10e Biennale de Nice.
  - Voyage autour du Ventoux, Mollans.
- 1987 : Château de L'Emperi, Salon-de-Provence.
  - Maison de Vaucluse, Avignon.
- 1988 : Ferme des Arts, Vaison-la-Romaine.
- 1989 : Artistes autour du Vaison, Ferme des Arts, Vaison-la-Romaine.
- 1990 : One Man Show, Galerie Autrand, Mirabel.
- 1991 : Galerie A.A. - Paris.
  - Megafaune - Avignon.
  - Sculpture Points d'Interrogation, Vaison-la-Romaine.
- 1992 : Sculptura, Courthézon.
- 1993 : L'Été de Vaison la Romaine, Vaison.
  - Sculptura, Courthézon.
  - Megafaune, Avignon.
- 1994 : Even Bigger Splash, Installation, Place de la République, Malaucène.
  - Interview publié dans ELLE magazine.
- 1995 : Terre Vert et Jaune de Mars, Vaison-la-Romaine.
- 1996 : Nuits des Chasseurs, Avignon.
  - Quaker Gallery, London.
- 1997 : Les dix jours de l'art contemporain, Hôtel Burrhus, Vaison-la-Romaine.
  - Cheminement de Sculpture, Gigondas.
  - Quaker Gallery, London.
- 1998 : Gallery Qwentes, Brussels.
  - Suggestion de Présentations, Vaison-la-Romaine.
  - Sculpture à la Ferme, Vaison la Romaine.
  - Cheminement de Sculptures, Gigondas.
- 1999 : No Made, Villa Soleil, Nice
  - No Made, Château de Malijay, Joncquières.
  - Promotion, Hôtel Burrhus, Vaison-la-Romaine.
- 2000 : Galerie Baron Samedi, Iles-sur-la-Sorgue
  - Reillane en Sculpture, parcours de sculpture, Reillane.
  - Sculpture à la Ferme, Vaison la Romaine.
  - Contemporanea 4, Mostra, Mercato d'Arte Moderna, Forli, Italie.
  - A Wall of Euros, Covent Garden, London.
- 2001 : Reillane en Sculpture
  - Eurototem, Cap d'Ail
- 2002 : Reillane en Sculpture
  - Verbes, Cap d'Ail
- 2003 : Reillane en Sculpture